# Wapen van Warnsveld

Het wapen van Warnsveld toont het sprekend wapen van de voormalige gemeente Warnsveld, met de god "Warns" in een "veld". De omschrijving van het wapen luidt:
"Van sinopel beladen met eenen naakten, omgorden, gebaarden en gevleugelden linkszienden afgod, in elke hand eene slang houdende, alles van zilver, staande op een liggend rad van goud."

## Geschiedenis
Het Koninklijk Besluit (waarin geregeld werd dat een burgemeester een ambtsketting moest dragen voorzien van gemeentewapen of gemeentenaam) van 16 november 1852 was het startschot voor de Warnveldse wapenaanvraag. De gedeputeerden van de "Staten der Provincie Gelderland" hadden daarvoor een aanbod. Via graveurs van 's Rijksmunt konden de penningen geleverd worden voor tien gulden, aan de ene kant met het rijkswapen, de andere kant kon worden voorzien van een gemeentewapen. Als een gemeente geen wapen bezat zou zes gulden betaald moeten worden. Uit stukken van de Warnveldse raadsvergadering blijkt dat men daar gebruik van wilde maken. Men dacht aan de god Warns op een groen veld, staande op een rad, met in zijn handen slangen. Warnsveld schijnt af te stammen van de naam Warns, volgens sommigen een heidense god die door de Friezen werd vereerd. Volgens anderen de nationale god der Warners, een Saksische stam. Tegenwoordig wordt het bestaan van zo'n heidense god genaamd "Warns" ontkend. Men dacht dat Warnsveld betekende Warns' veld. Tegenwoordig meent men dat Warnsveld afkomstig is van "Warinas Feldu", wat zoiets zou kunnen betekenen als "woeste vlakte van Warin". Het verzoek werd in elk geval aan de koning verzonden. Op 21 maart 1853 werd het gevraagde wapen aan Warnsveld verleend.